# Gustavo Lombardo
Gustavo Lombardo (Napoli, 3 settembre 1885 – Roma, 15 marzo 1951) è stato un produttore cinematografico italiano.
Fondatore della Titanus, prima casa cinematografica italiana, è stato uno tra i pionieri del settore della cinematografia in Italia sviluppatasi agli inizi del Novecento.

## Biografia
Proveniente da una famiglia della borghesia napoletana, nacque da Pietro e Rosa D'Andrea. Diciannovenne, contro il volere dei genitori, abbandonò gli studi universitari in giurisprudenza per dedicarsi al cinematografo. Nel 1904 fondò nella sua città natale una società di noleggio e distribuzione delle pellicole. Dal 1907 divenne rappresentante per l'Italia meridionale di diverse case cinematografiche come le italiane Carlo Rossi & C., SAFFI-Comerio e le francesi Gaumont ed Éclair. Nel 1909 fondò la rivista cinematografica Lux.
Nel 1910 con la creazione della SIGLA (Società Italiana Gustavo Lombardo Anonima) - divenuta nel 1915 Monopolio Lombardo - Lombardo rafforzò ulteriormente la propria posizione, estendendo la sua rete distributiva anche alle regioni centrali, e stabilendo un vero e proprio monopolio nel settore della distribuzione cinematografica in quelle aree per quasi tutte le case di produzione, sia italiane che estere. Nello stesso anno acquistò una sala cinematografica a Roma. Nel 1916, Lombardo estese le attività della sua ditta anche alla produzione, con la costituzione della Teatro-Lombardo Film.
Successivamente rilevò gli stabilimenti della Polifilms al Vomero, e nel 1919 creò la Lombardo Film. La nuova società scritturò attori e registi di grosso calibro e divenne rapidamente una delle maggiori realtà dell'industria cinematografica nazionale. Tra gli artisti scritturati vi figurò la diva Leda Gys, con la quale Lombardo instaurò una relazione sentimentale che portò alla nascita del figlio Goffredo nel 1920 e al matrimonio nel 1932. Con la sempre maggior concentrazione dell'attività cinematografica a Roma verificatasi alla fine degli anni venti, Lombardo trasferì gradualmente la produzione nella capitale, dove si stabilì con la sua famiglia nel 1933.
Nel 1928 diede vita alla Titanus, altra sua casa destinata ad assumere un ruolo importante nel cinema nazionale, con produzioni importanti fino alla fine degli anni cinquanta. Lombardo ebbe il merito di lanciare cinematograficamente l'attore Totò, che debuttò nel 1937 nel film Fermo con le mani! di Gero Zambuto con la paga di 6.000 lire. Nel corso degli anni quaranta il figlio Goffredo entrò alla Titanus, subentrandogli completamente dopo l'aggravarsi delle sue condizioni di salute che lo portarono alla morte nel 1951.